# Kung
Kung eller konung är en titel för en manlig monark, det vill säga statschefen i en monarki som vanligen sitter på livstid och som ofta enligt en fastställd tronföljd har ärvt positionen. För regenter är den kvinnliga motsvarigheten drottning (ibland preciserat som regerande drottning, för att skapa åtskillnad mot drottninggemål). En suverän stat som har en kung eller drottning som statschef kallas kungarike (eller konungarike) och är en monarki. De regerande monarkerna och deras omedelbara familj, som i modernt avseende brukar utföra uppgifter i det offentliga och för staten på monarkernas uppdrag, kallas kungliga eller kungligheter (se även kungahus).
Med begreppet Konungen kan även avses kungens ämbete eller de maktbefogenheter som konstitutionellt har delegerats från detta ämbete (jämför begreppet Kunglig Majestät).
Populärt används ordet kung också om framgångsrika och uppmärksammade män i allmänhet inom vissa ämneskategorier, exempelvis skidkung, mediakung, kung i sitt gebit.

## Etymologi och historia
Den ursprungliga språkliga betydelsen av ordet kung är omtvistad – i fornnordisk litteratur används det för gudars söner eller ättlingar, så att med kung avsågs en son till en gud; enligt Tacitus utnämnde nordborna konungar av de förnämsta släkterna. Titeln är mer än 2 000 år gammal; lingvister har rekonstruerat den urgermanska formen *kuningaz, en form som finnarna (kuningas) bör ha lånat av germanerna före vår tideräknings början. Ordet lär betyda "tillhör kvinnan" (kona + -unge/ing det vill säga unge/son till Magna Mater, den Stora Modern/Moder Jord), det vill säga vara en ursprunglig benämning på en fruktbarhetsgudinnas (latin Nerthus; germ. "När") präst. Konungarollen utgjorde också ända till slutet av asatron en prästroll, till exempel vid Gamla Uppsala. Vid tiden för kristendomens införande och de kulturella influenser från södra och centrala Europa som därvid nådde norra Europa, kom titeln att betraktas som motsvarig latinets rex och även kungens uppgifter förändrades i motsvarande riktning.[källa behövs]

## Trontillträde
En kung kan antingen väljas till eller ärva tronen. Väljs han, kallas statsskicket valrike. Ärvs tronen kallas det arvrike. Fram till Gustav Vasa var Sverige ett valrike; på dennes initiativ införde riksdagen 1544 arvmonarki.
För närvarande finns två valmonarkier i världen: den ena är den konstitutionella monarkin i Malaysia, där kungatronen med fem års mellanrum växlar mellan de sultaner vars historiska riken utgör Malaysias västliga rikshalva, den andra är Förenade arabemiraten, där delstaternas emirer väljer en av dem själva till landets president.
Om en kung har en lagstadgat begränsad makt kallas statsskicket konstitutionell monarki.

## Titlar
Kungens hustru bär titeln drottning. En regerande drottnings gemål bär däremot i regel titeln prins. Även regentens söner tituleras i en arvmonarki prins och regentens döttrar tituleras prinsessa. Den av regentens barn eller barnbarn som står närmast i tur att ärva tronen tituleras kronprins eller kronprinsessa, men om den närmaste tronarvingen är ett syskon till regenten eller någon på annat sätt besläktad "i sidled", används oftare titeln arvfurste. Vanligtvis brukar syskon till en regent tituleras prins eller prinsessa. I Österrike användes titeln ärkehertig för de kejserliga prinsarna.
Även andra titlar på manliga monarker förekommer: furste (i exempelvis Monaco), storhertig (Luxemburg), sultan (Brunei), tsar (Ryssland före revolutionen), shah (Iran före revolutionen) eller kejsare (numera endast i Japan, historiskt även exempelvis det antika Romarriket, Napoleon I:s Frankrike och Tyskland fram till 1918).

## Lydkonung
Lydkonung, lydkung eller vasallkung kallas den som formellt är kung över ett självständigt rike, men som i praktiken är en vasall under eller marionett för en främmande makt, och styr sitt lydrike på den främmande maktens villkor. Ett exempel är Herodes Antipas som var romersk lydkonung i Galiléen på Jesu tid. I modern tid är lydkonungar mindre vanliga, men fenomenet finns kvar i form av satellitstater och protektorat.